# North Hollywood (pel·lícula)
North Hollywood és una pel·lícula de comèdia dramàtica del 2021 escrita i dirigida per Mikey Alfred. La pel·lícula es basa en la vida d'Alfred i la seva relació amb el seu pare. La pel·lícula és protagonitzada per Ryder McLaughlin, Vince Vaughn i Miranda Cosgrove. Alfred va començar a buscar finançament per produir i dirigir la pel·lícula el 2018, després de ser coproductor a Mid90s (2018). S'ha doblat i subtitulat al català.